# Ахамот
Ахамот (лат. Achamōth; др.-греч. Ἀχαμώθ, от «Га-Хакмот»; др.-евр. חכמה‬ = chokhmah) — в учении гностиков страдательная сущность, порождение женского мятежного эона Софии (поэтому именуемая «София-Ахамот»); её бесформенное детище, извергнутое из Плеромы (поэтому София— «падшая»). Посредством созданного ей Демиурга (мировой души), Ахамот произвела видимый мир и человека и вложила в человека высшее духовное начало.
Согласно «Теософскому словарю» Елены Блаватской, Ахамот — дочь Софии; персонифицированный Астральный Свет или низший план Эфира.

## Учение гностиков об Ахамот

### Рождение и извержение
Согласно учению гностика II века Валентина и его последователей, матерью Ахамот была София — женский эон, последний из тридцати эонов, вместе составляющих выраженную полноту абсолютного бытия — Плерому. Валентиниане рассказывали, что София, возгоревшись пламенным желанием непосредственно знать или созерцать Первоотца (эон Глубина; Βύθος) и презревши как своего супруга Желанного (Θελητός), так и всю иерархию двадцати семи эонов, необузданно устремилась в бездну несказанной сущности. Невозможность её проникнуть, при страстном желании этого, повергли Софию в состояние недоумения, печали, страха и изумления, и в таком состоянии она произвела соответственную ему сущность — неопределенную, безвидную и страдательную Ахамот.
Сама София, потеряв свой внутренний устой и выйдя из порядка Плеромы, ушла бы во всеобщую субстанцию, если бы в своём безмерном стремлении не встретила вечного Предела (Όρος), всё приводящего в должный порядок и называемого также Очистителем, Воздаятелем и Крестом. Орос исключил из Плеромы бесформенное чадо Софии, её объективированное страстное желание (Ένθύμησις), а Софию восстановил на прежнем месте в Плероме. Положительным результатом происшедшего беспорядка явилось произведение Единородным (эон Ум; Νοΰς) двух новых эонов — Христа и Духа Святого. Первый научил всех эонов различать в Первоотце его непостижимое от постижимого, а также сообщил им закон последовательности и сочетания эонов; Дух Святой, с другой стороны, открыл им их существенное тождество, в силу которого все в каждом и каждый во всех. Утешенные, успокоенные и обрадованные этим откровением, эоны проявили на деле свою солидарность, произведя сообща, из лучших своих сил совокупный «плод плеромы» и соборный Дар её Первоотцу — эона Иисуса или Спасителя. Он же, как от всех происшедший, называется Всё (Πάν; ср. греч. Пан).

### Воздействие Христа
Между тем извергнутая из Плеромы Ахамот (называемая именем матери Софии, только в еврейской форме множественного числа — Ахамот, испорченное от Га-Хакмот) томилась в полном мраке и лишениях. Над ней сжалился Христос и, снизойдя, собственной силой вложил в неё некоторый внутренний образ Плеромы, но только по существу, а не по знанию (то есть бессознательную идею), чтобы изгнанница могла чувствовать и скорбь разлуки, а вместе с тем имела бы и светлое предощущение вечной жизни. Совершив это, Христос удалился в Плерому, а устремившаяся за ним Ахамот была удержана Пределом (Όρος).

### Рождение материальных стихий
Тогда она впала в состояние смятения, более сильное (потому что более объективное, фактически обусловленное), чем некогда её мать — вышняя София. Страстные ощущения, которые испытывала Ахамот, были не только преходящим изменением (έτεροίωσις), как у Софии, но и постоянной противоположностью (εναντιότης). Она сама была уже объективированной страстью Софии, а её собственные противоборствующие страсти объективировались ещё реальнее и даже прямо материализовались:
- вся влажная стихия в нашем мире — это слёзы Ахамот, плачущей по утраченному Христу;
- наш физический свет — это сияние её улыбки при воспоминании о Нём,
- её скорбь и печаль застыла и отвердела в плотном веществе;
- из её страха возникли сатана и демоны,
- из её обращения и стремления к утраченному произошли Демиург (космический ум) и прочие душевные существа.

Во всем этом ей помогал посланный по её мольбе Христом из Плеромы Спаситель или Утешитель (Параклет). Он отделил Ахамот от её низших порождений и пробудил в ней сознание, а она, от созерцания сопровождавших Спасителя ангелов, произвела своё высшее порождение — духовное начало в нашем мире, семя будущих духовных людей, пневматиков или гностиков.

### Дальнейшее созидание
Произведя все это, Ахамот захотела образовать свои произведения, дать им форму; но сделать это с духовным началом ей было нельзя, так как оно было однородно и равного с ней достоинства, — а высшим образуется только низшее. Поэтому её образующее действие ограничилось душевным существом — Демиургом, который, бессознательно ей внушаемый и направляемый, стал созидать видимый мир и прежде всего семь небес (то есть семь планетных сфер, включая солнце и луну). Затем Демиург слагает и связывает материальные стихии (происшедшие, как сказано, из страстных состояний Ахамот), образуя из них земной мир, и в конце этого созидательного процесса творит человека.

### Три начала в человеке
В человека, совершеннейшее создание Демиурга, София-Ахамот, неведомо для самого создателя, вложила высшее духовное начало, порожденное ей от сочетания с Параклетом. Таким образом в человеке соединены три начала:
- 1) материальное;
- 2) душевное, полученное от Демиурга,
- 3) духовное, вложенное Софией-Ахамот.

В зависимости от того, в ком какое начало реализуется, все люди подразделяются на:
- 1) гиликов (материалистов), обречённых злу и гибели;
- 2) психиков (душевных), равно способных и ко злу и к добру, которые спасаются верой и делами, но никогда не могут достигнуть высшего блаженства, предназначенного третьим;
- 3) пневматиков (духовных), способных достичь высшего блаженства и обладающих совершенным знанием (гнозис); они спасаются вложенным в них духовным семенем.

### Миссия спасения
Цель пришествия на землю Спасителя заключалась в том, чтобы собрать всех пневматиков — имеющих в себе «семя жены» (Ахамот), и открыть им истину об Отце Небесном, о Плероме и об их собственном происхождении; превратить их из бессознательных пневматиков в сознательных гностиков, и, когда все гностики познают себя и разовьют вложенное в них духовное семя, наступит конец мира. София-Ахамот окончательно соединится со Спасителем и войдёт в Плерому; духи гностиков, приняв женский характер, войдут в сочетания (пары; сизигии) с ангелами и также будут восприняты в Плерому. Демиург и «душевные» праведники утвердятся навеки в своём царстве небесном, или в «среднем месте», а материальный мир, с плотскими людьми и с князем его мира — сатаной, сгорит и обратится в ничто.